# Žerovnikov graben
Žerovnikov graben je levi pritok reke Gradaščice, ki izvira v Polhograjskem hribovju (južno pobočje Katarine nad Ljubljano) zahodno od Ljubljane. Sodi v porečje Ljubljanice.